# Rhamphomyia aversa
Rhamphomyia aversa är en tvåvingeart som beskrevs av Frey 1950. Rhamphomyia aversa ingår i släktet Rhamphomyia och familjen dansflugor. Inga underarter finns listade i Catalogue of Life.